# Danuvius guggenmosi
Danuvius guggenmosi es una especie extinta de Hominidae que vivió hace 11,6 millones de años durante el Mioceno tardío (Tortoniense) en el sur de Alemania. Es el único miembro del género Danuvius. La zona en esa época era probablemente un bosque con un clima estacional. Se ha estimado que un ejemplar macho pesaba unos 31 kg y dos hembras 17 y 19 kg. Tanto el género como la especie fueron descritos en noviembre de 2019.
Es el primer homínido del Mioceno tardío descubierto con huesos largos conservados, los cuales podrían utilizarse para reconstruir la anatomía de las extremidades y, por tanto, la locomoción de simios de esa época. Tenía adaptaciones tanto para colgarse de los árboles (comportamiento suspensorio) como para caminar sobre dos patas (bipedestación), mientras que, entre los homínidos actuales, los humanos están mejor adaptados para lo segundo y los demás para lo primero. Así pues, Danuvius disponía de un método de locomoción distinto al de cualquier otro simio conocido hasta entonces, denominado "trepada con extremidades extendidas", caminaba directamente por las ramas de los árboles, además de utilizar los brazos para sostenerse. El último ancestro común entre los humanos y otros simios posiblemente tenía un método de locomoción similar.

## Taxonomía

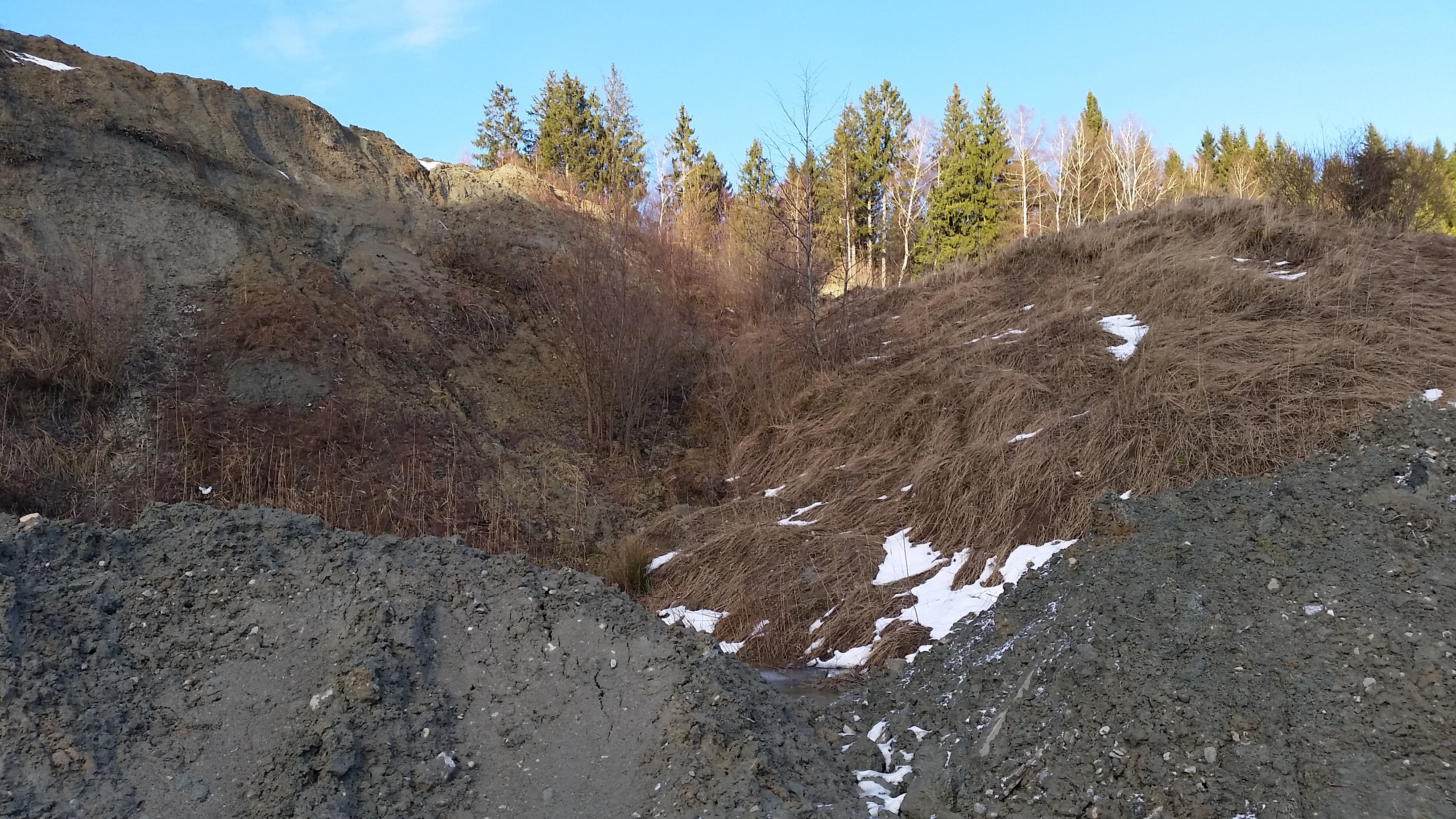
El pozo de arcilla de Hammerschmiede, cerca de Pforzen, donde se encontraron los fósiles.

El nombre del género Danuvius hace referencia al dios celta-romano Danuvius, personificación del río Danubio, el cual fluye por la región donde se encontraron los restos. El nombre específico guggenmosi honra al arqueólogo aficionado Sigulf Guggenmos (1941-2018), quien descubrió el pozo de arcilla en el que se encontró a Danuvius.
Los restos de Danuvius fueron descubiertos en arcilla cerca de la ciudad de Pforzen, en el sur de Alemania, datados magnetoestratigráficamente hace 11,62 millones de años en el límite Serravalliense-Tortoniense (el límite Astaraciense-Vallesiense en el ELMA), y fueron desenterrados entre 2015 y 2018. El holotipo GPIT/MA/10000 comprende un esqueleto parcial con elementos de la boca, vértebras y huesos largos. También hay tres paratipos: un fémur izquierdo adulto (GPIT/MA/10001); un fémur izquierdo adulto, dedo gordo del pie y dientes (GPIT/MA/10003); y dientes juveniles y un hueso del dedo medio (GPIT/MA/10002). En total hay 37 especímenes.
 
Su anatomía dental es muy similar a la de otros homínidos dryopitecinos. Al tener tanto adaptaciones para colgarse de los árboles (comportamiento suspensorio) como para mantenerse en pie sobre dos patas (bipedestación), Danuvius puede haber sido muy similar en cuanto a métodos de locomoción al último ancestro común entre los humanos y otros simios, lo que añade peso a la hipótesis de que tanto la actividad suspensoria de los simios como el bipedismo humano se originaron a partir de una especie capaz de ambas cosas. Sin embargo, es demasiado pronto para sacar conclusiones más definitivas porque no está claro el parentesco de Danuvius con los homínidos modernos. Su descubrimiento también podría influir en las reconstrucciones de la anatomía de las extremidades y la locomoción de los grandes simios de la época, que hasta ahora se desconocían en su mayor parte.

## Descripción
Danuvius era pequeño y probablemente pesaba un promedio de 23 kg. El espécimen holotipo, un macho adulto, se calculó, basándose en el tamaño de las articulaciones de la cadera y la rodilla, que pesaba entre 26 y 37 kg con una estimación puntual de 31 kg. Se calculó que la hembra adulta GPIT/MA/10003 pesaba de 14 a 19 kg con una estimación puntual de 17 kg, y la hembra adulta GPIT/MA/10001 de 16 a 22 kg con una estimación puntual de 19 kg. Esto es más grande que los siamangs pero mucho más pequeño que los grandes simios contemporáneos; por ejemplo, los bonobos machos pesan 39 kg (86 lb) y las hembras 31 kg (68 lb).

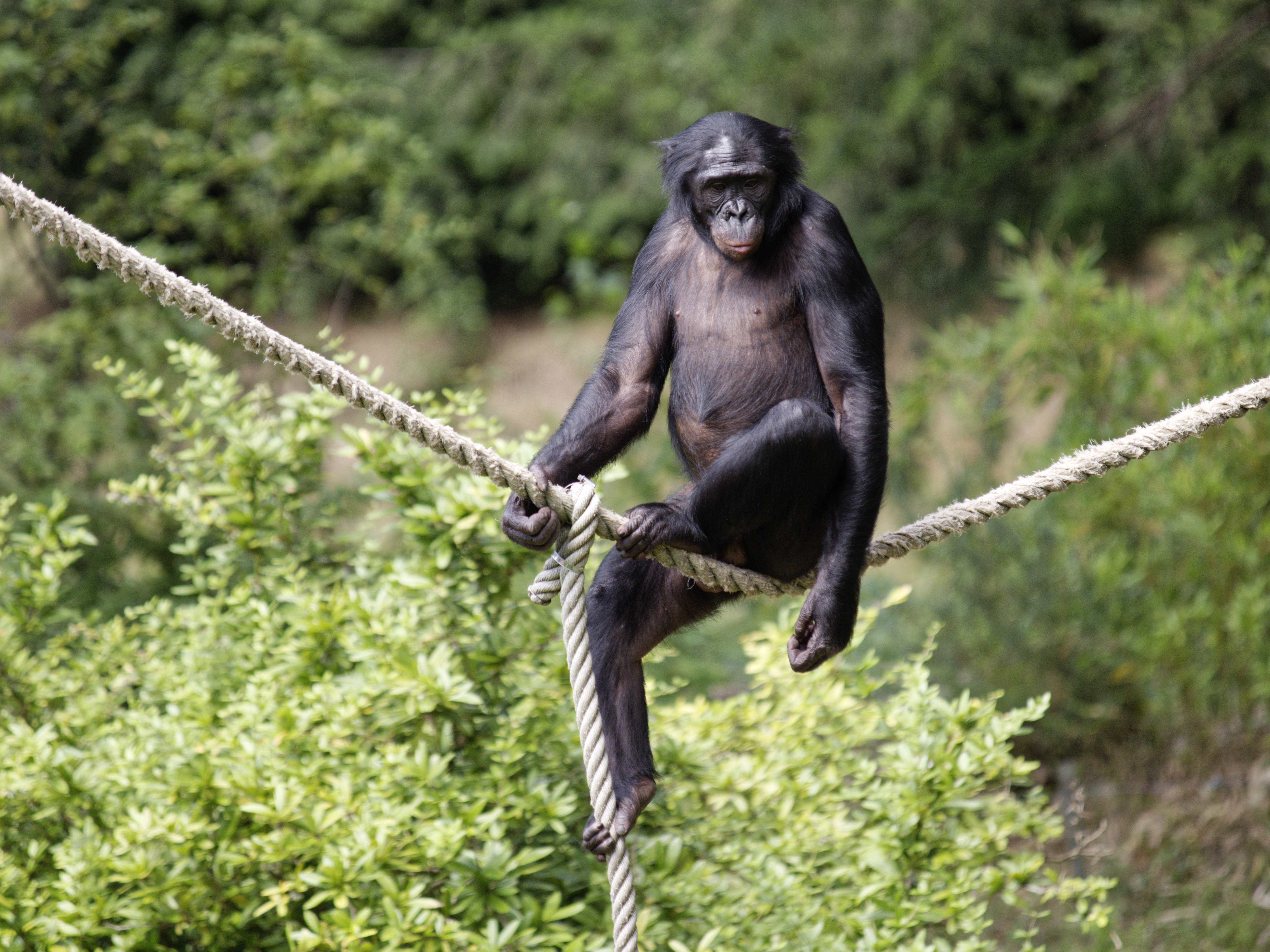
Las proporciones de las extremidades de Danuvius son muy parecidas a las de los bonobos.

El sexo de los individuos se determinó por el tamaño de los caninos, y se presume que los machos tenían caninos más grandes que las hembras. Se cree que los dryopitecinos machos tenían una cara alargada con los molares situados más hacia la parte delantera de la boca. Al igual que los de otros dryopitecinos, los molares de Danuvius eran anchos, y había una amplia longitud entre las dos cúspides; sin embargo, los premolares tenían tres raíces en lugar de dos, y los caninos estaban más orientados verticalmente en lugar de sobresalir un poco.
Se cree que Danuvius tenía un tórax ancho. Es el primer gran simio del Mioceno del que se tiene constancia que tenía el diafragma situado en la parte inferior de la cavidad torácica, como en el Homo, lo que indica una espalda baja extendida y un mayor número de vértebras lumbares funcionales. Esto puede haber provocado lordosis (la curvatura normal de la columna vertebral humana) y haber desplazado el centro de masa sobre las caderas y las piernas, lo que implica cierta actividad bípeda habitual.
La robustez de los dedos y la hipertrofia de los huesos de la muñeca y el codo indican un fuerte agarre y adaptaciones para soportar cargas en los brazos. Las piernas también muestran adaptaciones para soportar cargas, especialmente en la articulación hipertrofiada de la rodilla. Es probable que la carga sobre el tobillo fuera limitada y que éste tuviera una función de bisagra, siendo más estable si se colocaba perpendicularmente a la pierna, en contraposición al ángulo de los simios. Es probable que Danuvius pudiera lograr un fuerte agarre con los dedos gordos de los pies, a diferencia de los grandes simios africanos modernos, lo que le habría permitido agarrarse a árboles más delgados. Las proporciones de las extremidades son muy similares a las de los bonobos.

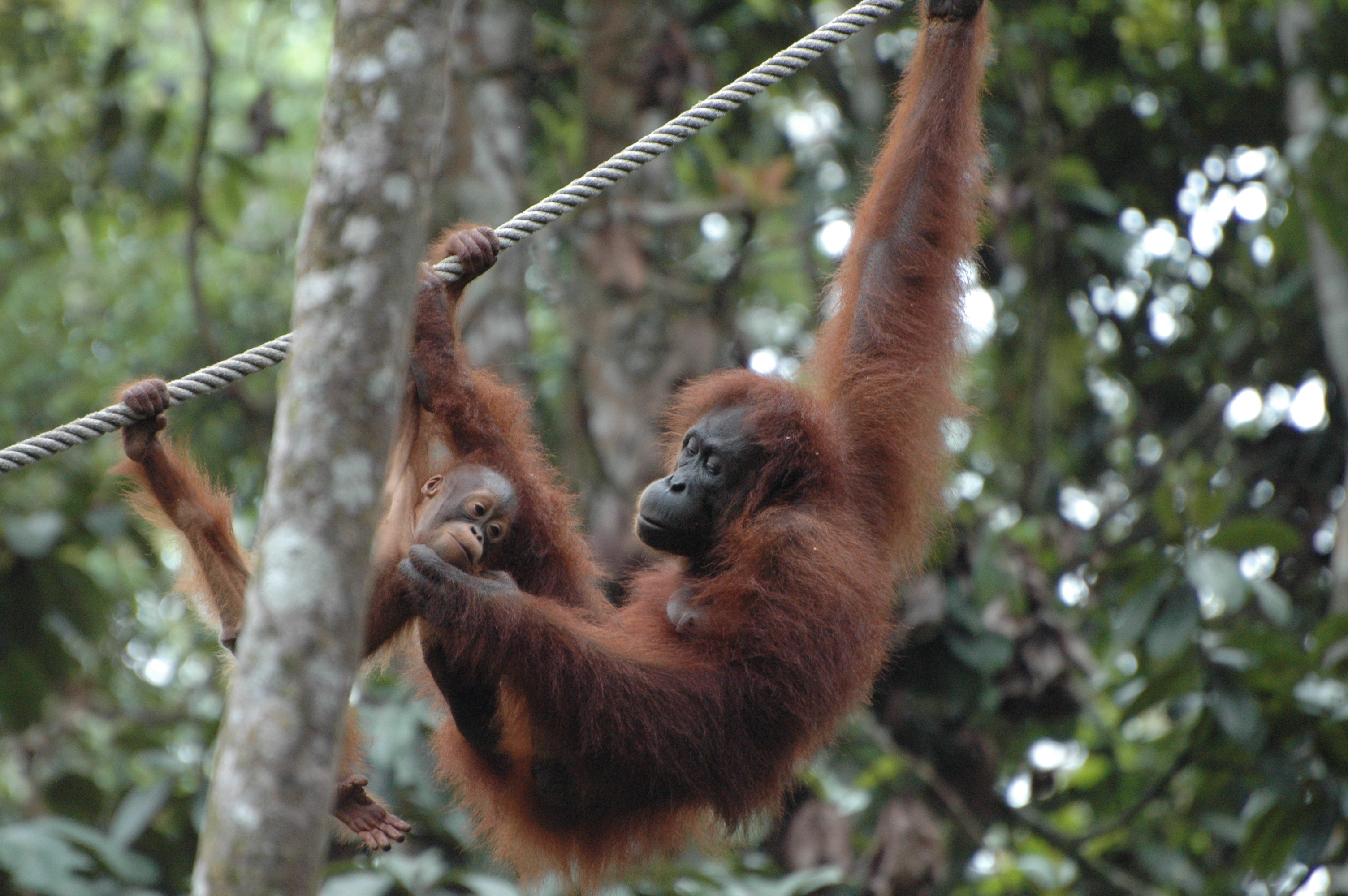
Comportamiento suspensorio de un orangután.

Las adaptaciones para soportar cargas en las articulaciones de los brazos y las piernas a este grado no se conocen en ningún otro primate. Los monos catarrinos plantígrados carecen de la capacidad de locomoción suspensoria o de concentrar el peso del cuerpo sobre la articulación de la rodilla; los simios que caminan con los nudillos carecen de dedos gordos y pulgares fuertes, y tienen falanges más robustas; y ambos carecen de una rodilla extensible. Los orangutanes por su parte tienen un comportamiento suspensorio, pero sus rodillas carecen de la capacidad para soportar peso.

## Paleoecología
La anatomía total de las extremidades sugiere que Danuvius era capaz de una forma de locomoción aparentemente única, llamada "trepada con extremidades extendidas". Es probable que Danuvius caminara por las ramas de los árboles ligeramente inclinadas con el pie apoyado directamente en la rama, utilizando sus fuertes dedos gordos para agarrarse. La fuerte articulación de la rodilla habría proporcionado equilibrio al caminar contrarrestando los momentos de fuerza, y las fuertes manos habrían realizado una función similar durante la suspensión o la marcha con palmas. La trepada con extremidades extendidas hace hincapié en la extensión de las rodillas y la lordosis, así como en los mecanismos de suspensión observados en los simios, y puede ser un precursor del bipedismo obligatorio observado en los antepasados humanos.
En el yacimiento también han aparecido restos de varias criaturas pequeñas, como moluscos, peces y vertebrados de sangre fría. Los pequeños mamíferos son la fauna dominante, como roedores, conejos, martas, hámsteres y musarañas. Sin embargo, también se conocen grandes mamíferos, como el extinto Dorcatherium, el antílope Miotragocerus y el rinoceronte Aceratherium. El yacimiento se encuentra en la Molasa Superior de Agua Dulce de la Cuenca de molasa; a finales del Mioceno, el mar Paratetis se había secado y los Alpes se habían levantado, permitiendo la expansión de los hábitats de humedales en la cuenca. El Mioceno tardío puede haber sido el inicio de una tendencia de desecación caracterizada por una mayor estacionalidad, lo que provocó que el bosque caducifolio se convirtiera en un bosque menos denso y que la producción de frutos y hojas se produjera cíclicamente en lugar de todo el año.  La tendencia al enfriamiento de finales del Mioceno puede haber provocado la sustitución de la flora más tropical por variedades de latitudes medias y alpinas y, en última instancia, la extinción de los grandes simios europeos.